# Chahla Beski-Chafiq
Chahla Beski-Chafiq, nata Beski (5 maggio 1954) è una scrittrice e sociologa iraniana.
Militante di sinistra, nel 1983 dovette abbandonare il suo paese per sfuggire alle persecuzioni dal regime instaurato da Khomeini. In Francia, dove vive in esilio, ha pubblicato diversi saggi con lo pseudonimo Chahla Chafiq per denunciare l'islamismo ed il potere degli ayatollah in Iran.
Era tra i 12 firmatari dell'appello Insieme contro il nuovo totalitarismo, la risposta di alcuni intellettuali alle violenze fisiche e verbali seguite alla pubblicazione delle Caricature di Maometto sul Jyllands-Posten a difesa dei valori del secolarismo e della libertà.

## Opere
- La Femme et le retour de l'islam. Éditions du Félin.
- Femmes sous le voile; face à la loi islamique en collaboration avec Farhad Khosrokhavar. Éditions du Félin.
- Le Nouvel Homme islamiste. La prison politique en Iran. Éditions du Félin. 2002.
- Chemins et brouillards. Editions Métropolis. 2005.